# 岡本美津子
岡本 美津子（おかもと みつこ、1964年8月5日 - ）は、日本の映像プロデューサー、メディア研究者。東京藝術大学副学長。

## 経歴・人物
宮崎県宮崎市出身。宮崎県立宮崎大宮高等学校第35回生。
京都大学文学部史学科で学び、1987年4月、大学卒業と共にNHKへ入職。小学校の時の放送部の活動でメディアの世界に興味を持ち、テレビジョンと映画だけが娯楽だった時代背景もあって“映像によるものづくり”への魅力を感じてテレビの世界へ入ったという。
NHKへ入職後は労務室での業務を経て編成局、制作局へ異動し、番組開発やBSデジタル放送の立ち上げなどに携わる。特にヤング・クリエイターを発掘する目的で2000年～2009年にNHK BS2などで放送された『デジタル・スタジアム』は岡本が企画から立ち上げ、自らプロデューサーとして番組制作に携わった。
またデジタル・スタジアム関連で、デジスタ入選者の作品を紹介するべく開催した『デジタルアートフェスティバル東京』では総合プロデューサーを務め、イベントの指揮を執った。
『デジタル・スタジアム』にて知己を得たメディア・アート界のトップクリエイターの藤幡正樹から「東京藝術大学で映像研究科を創設するので、こちらでやってみないか」と誘いを受けたことから、2008年にNHKを退職して東京藝術大学大学院映像研究科教授へ転身する。
東京藝術大学教員となってからもNHKとのも繋がりが切れたわけでなく、NHK教育テレビジョンで2011年から放送されている『Eテレ0655&2355』（ミニ番組）、2012年から放送されている『テクネ 映像の教室』のプロデューサーを務める。
東京藝術大学では映像研究科長 、学長特命ダイバーシティ推進担当を経て、2017年より副学長を務める。
2020年からは日本アニメーション教育ネットワーク（Japan Educational Network of Animation：JENA）代表理事、スクウェア・エニックス・ホールディングス社外取締役も務めている。

## プロデューサー担当番組
- デジタル・スタジアム
- Eテレ0655&2355
- テクネ 映像の教室